# Diritti LGBT in Sudafrica
Le persone LGBT in Sudafrica godono degli stessi diritti delle persone eterosessuali. Il Sudafrica ha una storia complessa e diversificata per quanto riguarda i diritti umani delle persone LGBT. 
La Costituzione post-apartheid del Sudafrica fu la prima al mondo a mettere fuori legge le discriminazioni basate sull'orientamento sessuale e il Sudafrica fu il quinto paese al mondo a legalizzare il matrimonio egualitario. Le coppie omosessuali possono anche adottare congiuntamente e anche organizzare trattamenti di fecondazione in vitro e la maternità surrogata.
Tuttavia, i sudafricani LGBT, in particolare quelli al di fuori delle grandi città, continuano ad affrontare alcune sfide, tra cui la violenza omofobica (in particolare lo stupro correttivo) e l'alta percentuale di infezioni da HIV / AIDS.

## Storia
I rapporti omosessuali erano da sempre vietati in Sudafrica e venivano visti come crimini di "sodomia" e "sesso innaturale", (sistema legale ereditato dalla legge romano-olandese) Un emendamento del 1969 alla legge sull'immoralità proibiva agli uomini di intraprendere qualsiasi comportamento erotico quando c'erano più di due persone presenti. Negli anni '70-'80, l'attivismo LGBT era tra i molti movimenti per i diritti umani nella nazione, con alcuni gruppi che si occupavano solo dei diritti LGBT e altri che sostenevano una più ampia campagna per i diritti umani. Nel 1994 l'omosessualità maschile fu legalizzata, mentre l'omosessualità femminile non era mai stata illegale (come con altre ex colonie britanniche). Al momento della legalizzazione, l'età del consenso era fissata a 19 anni per tutte le relazioni sessuali indipendentemente dal sesso. Nel maggio 1996, il Sudafrica ha avuto la prima giurisdizione al mondo a fornire protezione costituzionale alle persone LGBT, attraverso la sezione 9 (3) della Costituzione sudafricana, che non consente discriminazioni su razza, genere, orientamento sessuale o altri motivi. Dal 16 dicembre 2017 tutte le disposizioni discriminanti sono state formalmente abrogate. Ciò includeva l'introduzione di un'età di consenso pari a 16 anni indipendentemente dall'orientamento sessuale e tutti i reati sessuali.

### Era dell'apartheid
Sotto il partito nazionale, al governo del Sudafrica, dal 1948 al 1994, l'omosessualità maschile era un crimine punibile fino a sette anni di prigione; questa legge è stata utilizzata per molestare e bandire gli eventi della comunità gay e gli attivisti politici sudafricani.
Nonostante l'opposizione dello stato, diverse organizzazioni sudafricane per i diritti degli omosessuali si sono formate alla fine degli anni '70. Tuttavia, fino alla fine degli anni '80 le organizzazioni gay erano spesso divise lungo linee razziali e la più ampia questione politica dell'apartheid. L'Associazione Gay del Sudafrica (GASA), con sede nel distretto di Hillbrow nel centro di Johannesburg, era un'organizzazione prevalentemente bianca che inizialmente evitava di assumere una posizione ufficiale sull'apartheid, mentre la Rand Gay Organization era multirazziale e fondata in opposizione all'apartheid. Nelle elezioni generali del paese del 1987, GASA e la rivista gay Exit appoggiarono il candidato del Partito Nazionale per Hillbrow, Leon de Beer. La campagna ha messo a dura prova le tensioni tra attivisti LGBT che si opponevano apertamente all'apartheid e quelli che non lo facevano. Sulla scia della campagna elettorale, GASA declinò e fu soppiantato dall'Organisation of Lesbians and Gays Against Oppression (OLGA).
Dagli anni '60 alla fine degli anni '80, la Forza di difesa sudafricana costrinse i bianchi soldati gay e lesbiche a sottoporsi a varie "cure mediche" per il loro orientamento sessuale, compreso un intervento chirurgico di riassegnazione del sesso.

### Era post-apartheid
Nel 1998, il Parlamento ha approvato l'Employment Equity Act. La legge protegge i sudafricani dalla discriminazione del lavoro sulla base dell'orientamento sessuale, tra le altre categorie. Nello stesso anno l'omosessualità maschile divenne legale (quella femminile è stata da sempre legale).

## Diritti legali
La protezione dei diritti LGBT in Sudafrica si basa sulla sezione 9 della Costituzione, che proibisce la discriminazione sulla base del sesso, del genere o dell'orientamento sessuale, e si applica al governo e alle parti private. La Corte costituzionale ha dichiarato che la sezione deve anche essere interpretata come un divieto di discriminazione nei confronti delle persone transgender. Queste protezioni costituzionali sono state rafforzate dalla giurisprudenza della Corte costituzionale e da vari statuti emanati dal Parlamento.
Nel 2012 il Congress of Traditional Leaders of South Africa ha presentato una bozza di documento per chiedere la rimozione dei diritti LGBT dalla Costituzione del Sudafrica. Il gruppo ha presentato una proposta al Comitato di revisione costituzionale dell'Assemblea nazionale per modificare la sezione 9 della Costituzione; il comitato, all'epoca, era presieduto dal deputato Sango Patekile Holomisa. Il Congresso nazionale africano ha respinto la proposta.

### Legalità dell'attività sessuale tra persone dello stesso sesso
Il 4 agosto 1997 la divisione provinciale del Capo dell'Alta Corte ha stabilito che il reato di sodomia della common law era incompatibile con i diritti costituzionali all'eguaglianza e alla privacy, e che aveva cessato di esistere come reato quando la Costituzione è entrata in vigore, il 27 aprile 1994. L'8 maggio 1998, nel caso della Coalizione nazionale per l'uguaglianza dei gay e delle lesbiche contro il Ministro della giustizia, la Witwatersrand Local Division dell'Alta Corte ha stabilito che i crimini di sodomia e "commissione di un atto sessuale innaturale", così come erano presenti nella sezione 20A della legge sui reati sessuali, erano incostituzionali. La Corte costituzionale ha confermato questa sentenza il 9 ottobre dello stesso anno. La sentenza si applica retroattivamente agli atti commessi dall'adozione dello Statuto fino al 27 aprile 1994.
Nonostante la depenalizzazione dell'omosessualità, l'età del consenso stabilita dalla legge sui reati sessuali era 19 anni per atti i rapporti omosessuali, a fronte dei 16 per i rapporti eterosessuali. Questa differenza è stata parificata nel 2007 dalla legge di modifica del diritto penale (reati sessuali e questioni correlate), che ha codificato la legge sui reati sessuali in termini di genere e orientamento sessuale stabilendo un'età uniforme di consenso. Nel 2008, nonostante l'entrata in vigore della nuova legge, l'ex disuguaglianza è stata dichiarata incostituzionale nel caso di Geldenhuys contro il Direttore nazionale dei pubblici ministeri, con la sentenza nuovamente applicabile retroattivamente dal 27 aprile 1994.

### Riconoscimento delle relazioni tra persone dello stesso sesso

Un matrimonio omosessuale in Sudafrica

Il 1º dicembre 2005, nel caso del Ministro degli affari interni contro Fourie, la Corte costituzionale ha stabilito che era incostituzionale per lo stato negare alle coppie dello stesso sesso la possibilità di sposarsi, e ha dato al Parlamento un anno di tempo per rettificare la situazione. Il 30 novembre 2006 è entrata in vigore la legge sull'unione civile; nonostante il titolo la normativa prevede il matrimonio egualitario. L'atto consente alle coppie dello stesso sesso e di sesso diverso di contrarre delle unioni e consente a una coppia di scegliere di chiamare la propria unione civili o un matrimonio. Qualunque sia il nome scelto, le conseguenze legali sono le stesse di quelle del Marriage Act (che consente solo i matrimoni di sesso opposto).
Prima dell'introduzione del matrimonio omosessuale, le decisioni giudiziarie e gli statuti avevano riconosciuto relazioni permanenti tra persone dello stesso sesso per vari scopi specifici, ma non esisteva alcun sistema di registrazione del partenariato nazionale. I diritti riconosciuti o estesi dai tribunali comprendono il dovere di sostegno tra i partner, i benefici dell'immigrazione, i benefici pensionistici, l'adozione congiunta, i diritti dei genitori sui minori concepiti mediante inseminazione artificiale, una richiesta di sostegno quando un partner viene ucciso in modo negligente e l'eredità. I diritti estesi dallo statuto includono le protezioni contro la violenza domestica e il diritto al congedo di responsabilità familiare.

### Protezioni contro la discriminazione

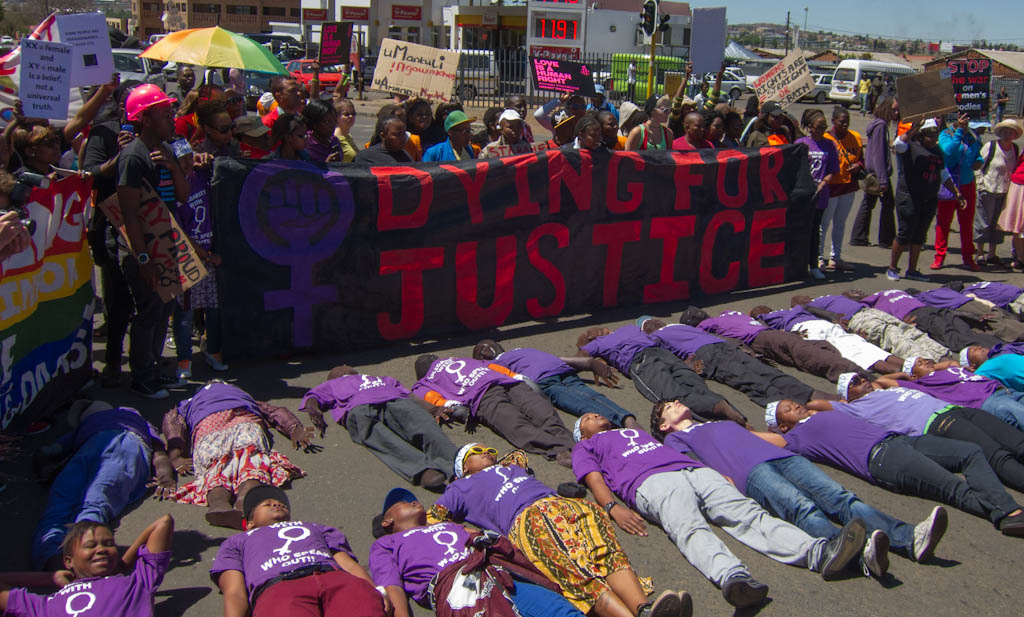
Manifestazione contro l'omofobia

La Costituzione proibisce qualsiasi discriminazione ingiusta sulla base del sesso, del genere o dell'orientamento sessuale, sia che venga commesso dal Governo o da un privato. Nel 2000 il Parlamento ha promulgato il Promotion of Equality and Prevention of Unfair Discrimination Act (PEPUDA), che riafferma il divieto costituzionale e istituisce speciali tribunali per le pari opportunità per affrontare le discriminazioni da parte dei privati. L'Employment Equity Act e il Rental Housing Act vietano specificatamente la discriminazione in materia di occupazione e alloggio.
La PEPUDA proibisce anche l'incitamento all'odio e le molestie basate su uno dei motivi di discriminazione vietati. Il Sudafrica non ha alcuna legge statutaria che richieda sanzioni più severe per i crimini di odio, ma l'odio motivato dall'omofobia è stato trattato dai tribunali come fattore aggravante nella sentenza.

#### Strategia di intervento nazionale per il settore LGBTI
Nell'agosto 2011, il Dipartimento di Giustizia ha istituito un gruppo di lavoro nazionale (NTT) per affrontare la questione dei crimini di odio contro le persone LGBT. Nell'aprile 2014, il Ministro della Giustizia, Jeff Radebe, ha lanciato una strategia di intervento nazionale per il settore LGBTI, sviluppata dalla NTT, per affrontare la violenza basata sul sesso e la violenza di genere contro i membri della comunità. Il NTT ha istituito una squadra di risposta rapida per occuparsi di casi irrisolti e ha prodotto un opuscolo informativo con domande frequenti sulle persone LGBTI. Radebe ha dichiarato che il Dipartimento di giustizia ha riconosciuto la necessità di un quadro giuridico specifico per i crimini di odio e che la questione sarebbe stata oggetto di dibattito pubblico.

### Adozione e genitorialità
Alcune sentenze dell'alta corte hanno stabilito che l'orientamento sessuale di un genitore non è un problema rilevante nelle decisioni sulla custodia dei figli. Nel 2002, la sentenza della Corte Costituzionale in Du Toit contro il Ministro del Welfare e dello Sviluppo della popolazione ha dato ai partner dello stesso sesso gli stessi diritti di adozione dei coniugi sposati, consentendo alle coppie di adottare i figli congiuntamente e permettendo ad un partner di adottare i figli dell'altro. La legge sull'adozione è stata successivamente sostituita dalla Children's Act, del 2005, che consente l'adozione da parte dei coniugi e da "partner in vita domestica condivisa permanente" indipendentemente dall'orientamento.
Nel 1997, l'inseminazione artificiale, che in precedenza era limitata alle donne sposate, fu resa legale per le donne single, incluse le lesbiche. Nel caso del 2003 la Corte costituzionale ha stabilito che un bambino nato dall'inseminazione artificiale in una coppia lesbica doveva essere considerato legittimo e che il partner che non era il genitore biologico aveva diritto a essere considerato genitore naturale ed esso andava registrato nel certificato di nascita del bambino.

### Servizio militare
Le persone LGBT possono servire apertamente nella Forza nazionale di difesa sudafricana (SANDF). Nel 1996 il governo ha adottato il Libro bianco sulla difesa nazionale, che includeva la dichiarazione secondo cui "In conformità con la Costituzione il SANDF non deve discriminare nessuno dei suoi membri sulla base dell'orientamento sessuale." Nel 1998, il Dipartimento della Difesa ha adottato una Politica sulle Pari Opportunità e l'Azione Affermativa, in base alla quale le reclute non possono essere messe in discussione sulla base del loro orientamento sessuale e la Forza di Difesa non si può interessare ufficialmente al comportamento sessuale legittimo dei suoi membri. Nel 2002, il SANDF ha esteso i sussidi medici e pensionistici a tutti i "partner in un rapporto di convivenza permanente".

### Leggi sulla transizione di genere
Il Alteration of Sex Description e Sex Status Act consente alle persone di chiedere di modificare lo stato del loro sesso nel registro della popolazione e di ricevere quindi documenti d'identità e passaporti che indicano il loro nuovo sesso. La legge richiede che la persona abbia effettuato un trattamento medico o chirurgico. La terapia ormonale sostitutiva è sufficiente e non è richiesto un intervento chirurgico di riassegnazione del sesso.
Un numero considerevole di sentenze dei tribunali del lavoro indicano che diversi datori di lavoro maltrattano i dipendenti che hanno subito una transizione di genere.

### Donazione di sangue
Alle persone che hanno rapporti omosessuali è permesso donare il sangue, ma qualsiasi potenziale donatore che abbia avuto un nuovo partner sessuale (di qualsiasi genere) negli ultimi sei mesi viene differito dalla donazione.

## Opinione pubblica

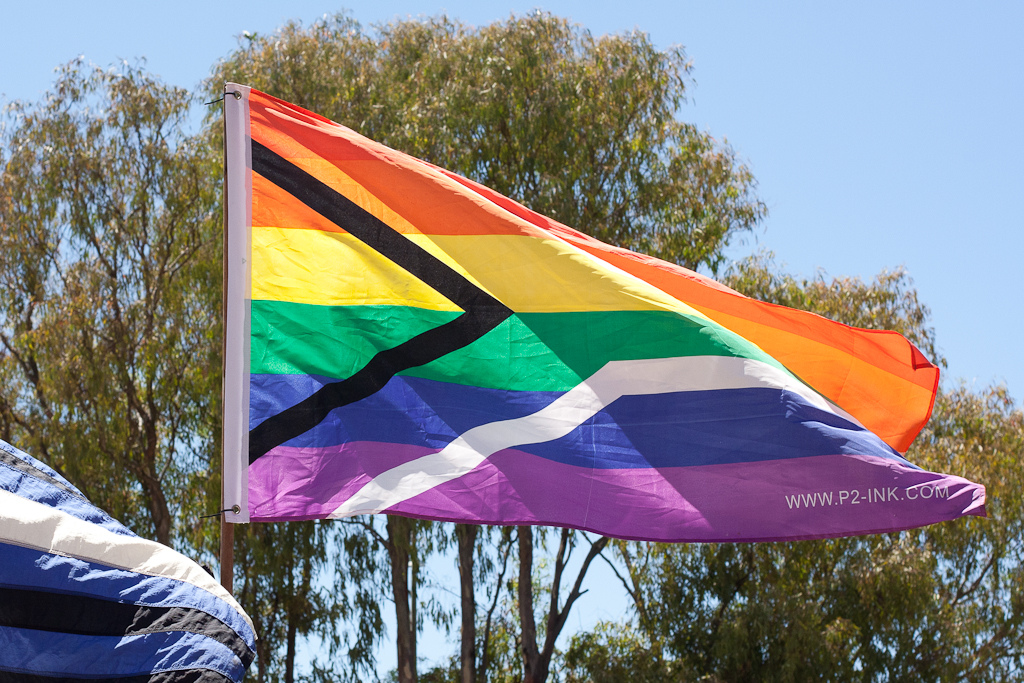
La bandiera Sudafricana durante un pride del 2014

Sebbene il sistema costituzionale e giuridico in Sudafrica garantisca teoricamente l'uguaglianza, l'accettazione sociale è generalmente carente, soprattutto al di fuori delle aree urbane nella metà orientale del paese. Un sondaggio del 2008 ha rilevato che l'84% dei sudafricani dichiara che il comportamento sessuale omosessuale è sempre sbagliato, rispetto all'8% che ha affermato che non è affatto sbagliato. In un sondaggio del 2013 il 61% degli intervistati ha affermato che la società non dovrebbe accettare l'omosessualità.
Un importante studio condotto da "The other foundation" e intitolato Progressive Prudes ha dipinto un quadro più complesso dell'opinione pubblica in Sudafrica nei confronti delle persone LGBT. Mentre il 72% ha riferito di credere che l'attività sessuale dello stesso sesso fosse moralmente sbagliata, il 55% ha dichiarato di "accettare" un membro della famiglia gay e il 51% ha affermato che "gli omosessuali dovrebbero avere gli stessi diritti umani di tutti gli altri cittadini". Il sondaggio ha rilevato che, con un rapporto di 2: 1, i sudafricani hanno sostenuto il mantenimento delle tutele costituzionali esistenti nei confronti delle persone omosessuali. Coloro che "sono fortemente contrari" nel concedere diritti di matrimonio civile uguali per le coppie omosessuali sono diminuiti solo del 23%.
Un ampio sondaggio pubblicato da Afrobarometer nel 2016 ha suggerito che il Sudafrica fosse il secondo paese più tollerante nei confronti dei vicini gay, dopo Capo Verde, con il 67% degli intervistati che dichiarava di provare "forte piacere, abbastanza piacere o indifferenza" se hanno vissuto accanto a una coppia dello stesso sesso. Ciò è in contrasto con la media dell'Africa del 21% e dei minimi di appena il 3% in Senegal e del 5% in Uganda e Niger.
Secondo un sondaggio del 2017 condotto da ILGA, il 67% dei sudafricani ha convenuto che le persone omosessuali, lesbiche e bisessuali dovrebbero godere degli stessi diritti delle persone etero, mentre il 17% non è d'accordo. Inoltre, il 72% ha convenuto che dovrebbero essere protetti dalla discriminazione sul posto di lavoro. Il 24% dei sudafricani, tuttavia, ha affermato che le persone che hanno rapporti omosessuali dovrebbero essere accusate penalmente, mentre una maggioranza del 57% non è d'accordo. Per quanto riguarda le persone transgender, il 72% ha accettato di dare loro gli stessi diritti, il 74% ritiene che esse siano tutelate dalla discriminazione sul lavoro e il 64% ritiene che sia un diritto il poter cambiare legalmente sesso.
Inoltre, secondo lo stesso sondaggio, il 9% dei sudafricani proverebbe a "cambiare" l'orientamento sessuale di un vicino maschio se scoprisse che essere gay, mentre il 72% lo accetterebbe e lo sosterrebbe. L'8% proverebbe a "cambiare" l'orientamento sessuale di un vicino femminile, mentre il 76% l'accetterebbe.

## Tabella riepilogativa
| Depenalizzazione dell'omosessualità                                                           | (dal 1998, retroattiva fino al 1994) |
| Uguale età del consenso rispetto agli eterosessuali                                           | (dal 2007, retroattiva fino al 1994) |
| Divieto di discriminazione nel posto di lavoro                                                | (dal 1995)                           |
| Divieto di discriminazione nella fornitura di beni e servizi                                  | (dal 1997)                           |
| Leggi anti-discriminazione in tutti gli altri settori (incluse le espressioni d'odio)         | (dal 1997)                           |
| Matrimonio civile per le persone dello stesso sesso                                           | (dal 2006)                           |
| Riconoscimento delle coppie di fatto                                                          | (dal 1999)                           |
| Unione civile                                                                                 | (dal 2006)                           |
| Step-child adoption                                                                           | (dal 2002)                           |
| Adozione per le coppie omosessuali                                                            | (dal 2002)                           |
| Autorizzazione a prestare servizio nelle forze armate per le persone LGBT                     | (dal 1998)                           |
| Diritto di cambiare genere legalmente                                                         | (dal 2003)                           |
| Accesso alla fecondazione in vitro per le lesbiche                                            | (2003)                               |
| Autorizzazione a donare il sangue per gli uomini che hanno rapporti sessuali con altri uomini | (dal 2014)                           |